# Cipro ai XXIV Giochi olimpici invernali
Cipro ha partecipato ai XXIV Giochi olimpici invernali, che si sono svolti dal 4 al 20 febbraio 2022 a Pechino in Cina, con una delegazione composta da un solo atleta uomo, Yianno Kouyoumdjian che ha gareggiato nello Sci alpino, senza vincere alcuna medaglia.
Portabandiera della squadra nel corso della cerimonia di apertura è stato lo stesso Yianno Kouyoumdjian.. Durante la cerimonia di chiusura la bandiera è stata portata da un volontario.

## Delegazione
La delegazione di Cipro alle Olimpiadi invernali di Pechino è composta da un atleta che gareggia in uno sport
| Sport      | Uomini | Donne | Totale |
| ---------- | ------ | ----- | ------ |
| Sci alpino | 1      | 0     | 1      |
| Totale     | 1      | 0     | 1      |

## Sci alpino

### Uomini
| Atleta              | Evento          | Tempo     | Tempo     | Tempo   | Posizione |
| Atleta              | Evento          | 1ª manche | 2ª manche | Totale  | Posizione |
| ------------------- | --------------- | --------- | --------- | ------- | --------- |
| Yianno Kouyoumdjian | Slalom gigante  | 1'20"66   | 1'21"85   | 2'42"51 | 42°       |
| Yianno Kouyoumdjian | Slalom speciale | DNF       | DNF       | DNF     | DNF       |